# Katrin Kunert (Malerin)
Katrin Kunert (* 1962 in Leipzig) ist eine deutsche Malerin und Grafikerin.

## Leben
Kunert wuchs bei Dresden auf und absolvierte nach dem Abitur zunächst eine Lehre als Schauwerbegestalterin. Ab 1982 studierte sie an der Hochschule für Grafik und Buchkunst Leipzig (HGB) in der Fachrichtung Malerei/Grafik bei Hildegard Korger und Rolf Kuhrt. Das Diplom für freie Grafik erlangte sie 1989. Seither ist sie als freischaffende Künstlerin in Leipzig tätig auf den Gebieten Malerei und Grafiker. Zwischen 1992 und 1993 nahm sie ein Aufbaustudium an der HGB Leipzig wahr. 1995 nahm sie an einem internationalen Workshop für Lichtdruck in Leipzig teil.
Seit 1994 wirkte sie als kulturpädagogische Mitarbeiterin im Haus Steinstrasse e.V. in Leipzig. Im Zeitraum bis 1997 arbeitete Kunert dabei vor allem mit Kindern und Jugendlichen und leitete in dieser Funktion u. a. den „Bleilaus-Verlag – Bücher von Kindern für Kinder“.
Von 1998 bis 2004 nahm sie eine Lehrtätigkeit im Grundstudium Malerei/Grafik an der HGB Leipzig wahr, 2004 eine Lehrtätigkeit an der Sommerakademie Dresden, seit 2008 an der Leipziger Sommerakademie. Von 2006 bis 2012 hatte sie eine Professur für Grundlagen der Malerei und Grafik an der HGB Leipzig inne.
Katrin Kunert stellte in Leipzig, Hamburg, Dresden, Hannover, Berlin, Erfurt, Frankfurt am Main und New York aus. Sie lebt und arbeitet seit 1989 in Leipzig und ist Mitglied des 2015 gegründeten Vereins MalerinnenNetzWerk Berlin-Leipzig e.V., der „das Ziel einer erhöhten nationalen und internationalen Sichtbarkeit von Künstlerinnen“ verfolgt.

## Stipendien, Arbeitsaufenthalte
- 1992 Stipendium des Landes Schleswig-Holstein, Arbeitsaufenthalt im Künstlerhaus Cismar
- 1992 Stadtmalerstipendium der Bayer AG in Leverkusen
- 1993 Arbeitsstipendium der Aldegrever Gesellschaft in der Werkstatt für Druckgrafik Käthelhön in Wamel
- 1992–1995 Arbeit in der Keramikwerkstatt Schaddelmühle in Grimma
- 1994 Meisterschüler, Philip Morris Stipendium für Malerei, Arbeitsaufenthalt im Künstleratelier Schloss Moritzburg bei Dresden
- 2015 Teilnehmerin des Symposiums »to Europe«, veranstaltet von Cahiers d’Art[1]